# Błaszki (stacja kolejowa)
Błaszki – jedna ze stacji kolejowych na linii warszawsko-kaliskiej położona niedaleko Maciszewic w gminie Błaszki w powiecie sieradzkim, w województwie łódzkim.  Na stacji zatrzymują się tylko pociągi osobowe.

## Ruch pasażerski[1]
| Rok  | Wymiana pasażerska na dobę |
| ---- | -------------------------- |
| 2017 | 50-99                      |
| 2018 | 50-99                      |
| 2019 | 50-99                      |
| 2020 | 20-49                      |
| 2021 | 50-99                      |
| 2022 | 50-99                      |
| 2023 | 50-99                      |